# Jo Carlier
 (octobre 2012).
Si vous disposez d'ouvrages ou d'articles de référence ou si vous connaissez des sites web de qualité traitant du thème abordé ici, merci de compléter l'article en donnant les références utiles à sa vérifiabilité et en les liant à la section « Notes et références ».
 (octobre 2012).
Jo Carlier est un trompettiste et un chef d'orchestre d'origine liégeoise.
Il a accompagné de nombreux artistes de variétés, sur scène comme à la télévision.

## Biographie
Il est né dans un milieu plutôt modeste le 4 septembre 1930 à Bois-de-Breux près de Liège. Il s’intéresse à la musique dès l’âge de six ans en étudiant le solfège. Deux de ses oncles sont des musiciens professionnels ;  le jeune Jo est fasciné par leur univers. 
À dix ans, il joue du trombone et, trois ans plus tard, entre au Conservatoire pour apprendre la trompette. 
À la libération, il forme un orchestre avec des amis. 
Pendant son service militaire, il fonde un « band » qui anime les soirées récréatives des soldats. Ensuite, il dirige une grande formation ; elle fera les beaux soirs des grands hôtels liégeois des années 1950. 
En 1960, il met sur pied sa propre formation musicale ; elle compte 22 membres. 
Il participe à des shows télévisés belges ; il accompagne, notamment, Marcel Amont. 
En 1964, il est l’un des créateurs du Festival de la Chanson Française de Spa. Jusqu’au début des années 1980, ce festival accueillera des dizaines d’artistes et découvrira des chanteurs comme Francis Cabrel, Maxime Leforestier, Serge Lama, Robert Charlebois ou Alain Souchon. 
Durant cette décennie, Jo Carlier va s’illustrer lors de la prestation des candidats belges francophones au Concours Eurovision de la chanson. Il sera mêlé à la victoire belge lorsque la toute jeune Liégeoise Sandra Kim l’emportera avec « J'aime la vie » à Bergen (Norvège), en 1986.
Il meurt le 25 avril 2001 à l'âge de 70 ans, des suites d'une maladie ; il est enterré dans le cimetière de la Bure à Grivegnée (Liège).

### Liens Externes
- Ressources relatives à la musique :   - AllMusic
  - Discogs
  - Last.fm
  - MusicBrainz
  - Muziekweb
- Ressource relative à l'audiovisuel :   - IMDb
- http://www.passionchanson.net/wp-content/uploads/2013/04/CARLIER-Jo-en-1974.jpg